# Manifestations de 2018-2019 au Nicaragua

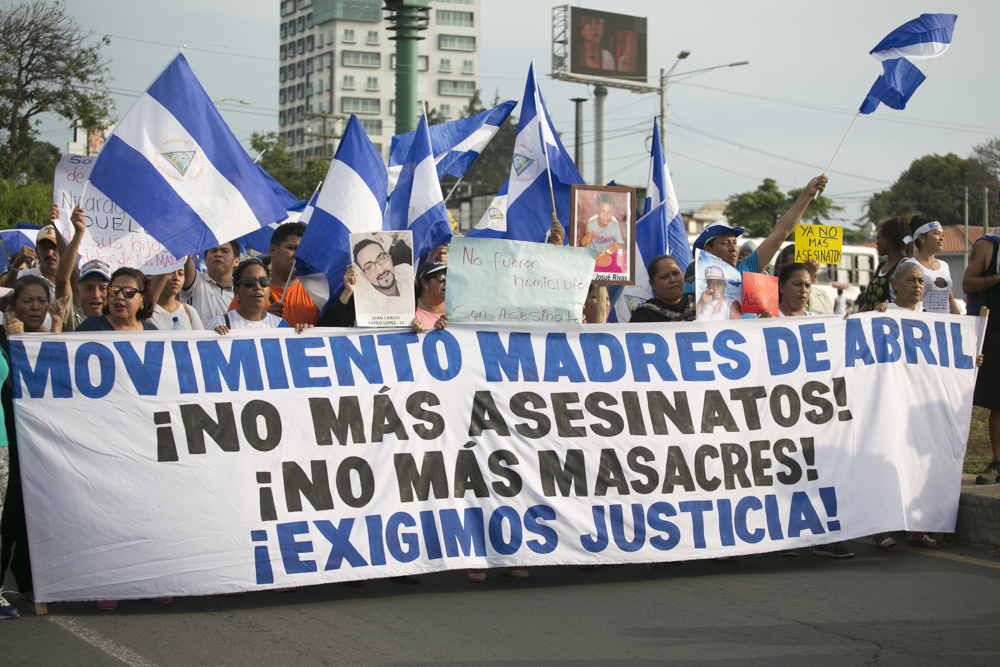
Manifestation

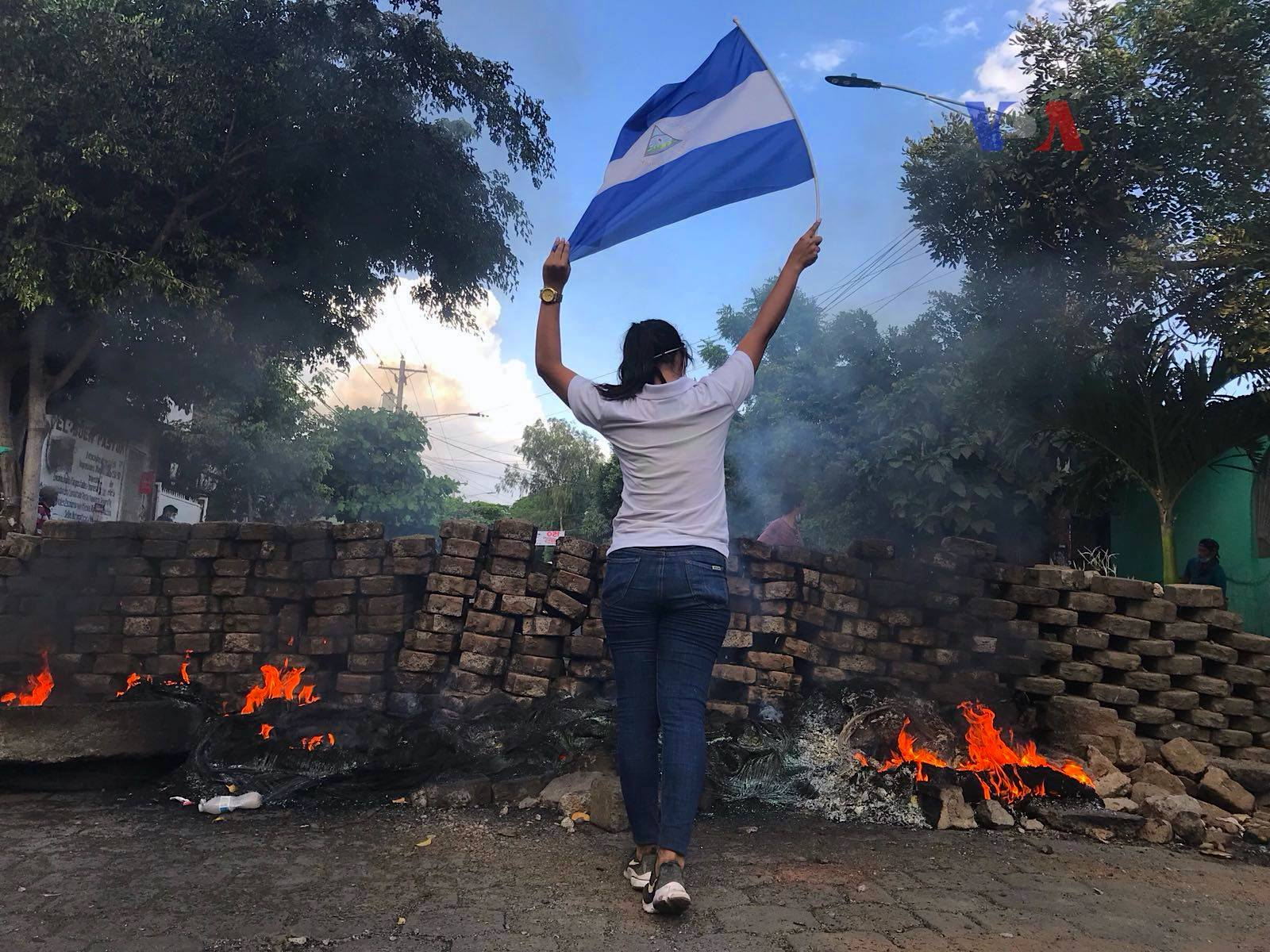
Une manifestante tient le drapeau nicaraguayen près d'une barricade le 20 avril 2018.

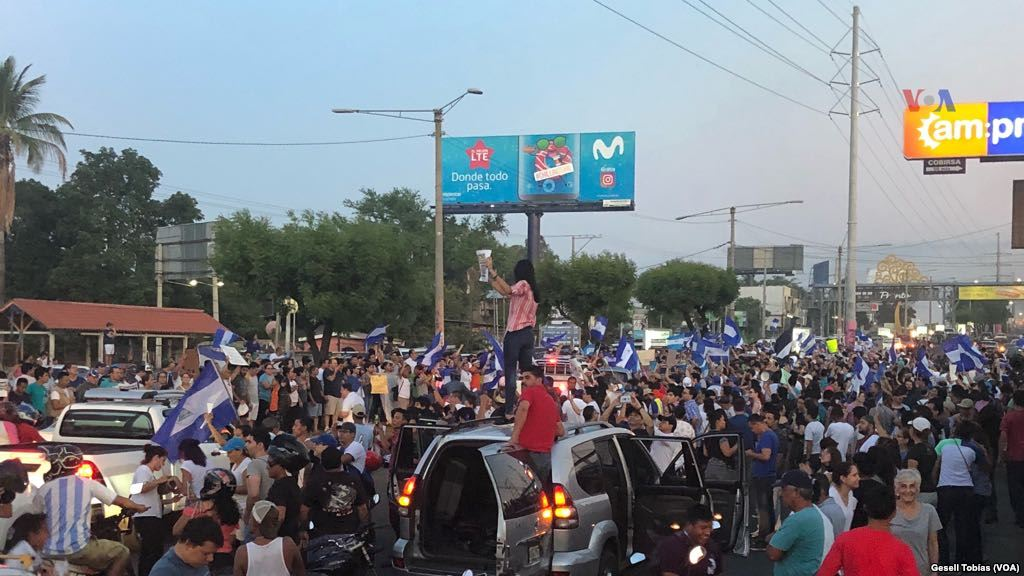
Manifestation de rue à Managua le 24 avril 2018.

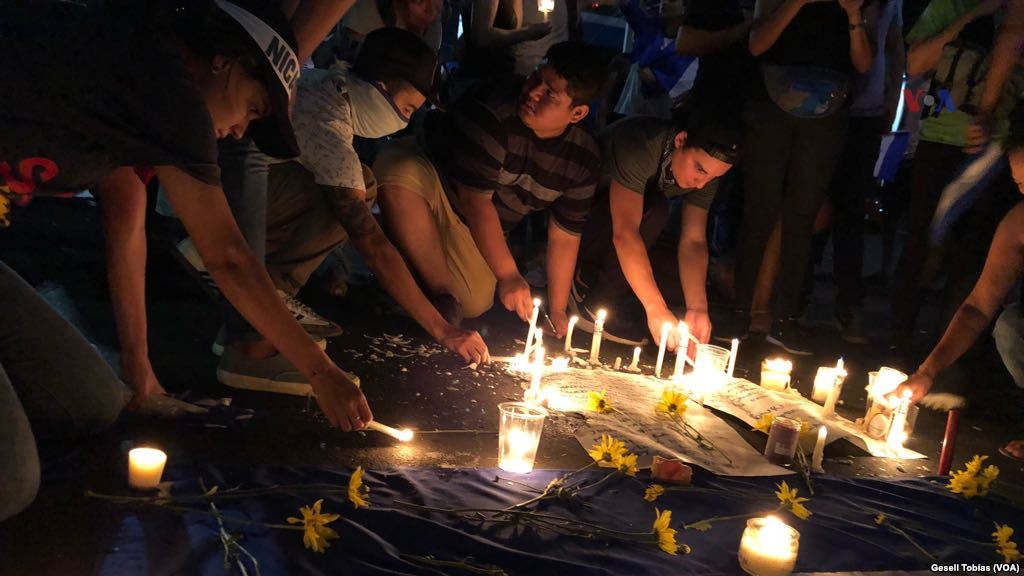
Une veillée aux chandelles à la mémoire des manifestants tués.

Les manifestations de 2018 au Nicaragua sont une série de manifestations qui ont eu lieu au Nicaragua à partir du 18 avril 2018, et qui ont pour cause une réforme des retraites du gouvernement. Elles s'achèvent fin 2018, après que leur répression eut causé 325 morts. 

## Cause
Sous le gouvernement de Daniel Ortega, le nombre des bénéficiaires du système de retraite (Institut nicaraguayen de sécurité sociale) a plus que doublé, passant de 420 200 en 2006 à 914 279 en avril 2017. La retraite minimum passe dans le même temps de 1212 cordobas à 4 680 cordobas.  Ces mesures ont toutefois aussi eu pour effet d’amplifier la dette de l'Institut. Afin d'élaborer une réforme des retraites destinée à y remédier, une Commission technique est constituée avec le syndicat patronal (le Cosep), les syndicats de travailleurs et le FMI. 
Ce dernier suggère de doubler de 750 à 1500 le nombre de semaines de cotisation pour accéder à une pension pleine ; de passer l’âge de la retraite légal de 60 à 65 ans ; et de supprimer les pensions pour les victimes de guerre, les mini-pensions pour les personnes âgées n’ayant pas la totalité des semaines requises de cotisation et le treizième mois versé aux retraités. Si ce projet reçoit l'approbation du Cosep, les syndicats refusent. Finalement, le 16 avril 2018, le gouvernement présente son projet de réforme consistant à augmenter les cotisations versées par les employés (augmentation de 0.75%) et les chefs d'entreprises (augmentation de 2%) tout en diminuant de 5% la pension de retraite.

## Déroulement
Le 18 avril 2018, des milliers de manifestants descendent dans les rues pour dénoncer cette réforme. Les manifestations adoptent rapidement un caractère violent en s'attaquant aux installations du Front sandiniste de libération nationale (FSLN, parti au pouvoir), aux commerces et aux supermarchés. La police anti-émeutes intervient violemment pour disperser les groupes d'assaillants. Quatre personnes sont tuées dans ces premiers affrontements, dont un policier tué par un coup de fusil.
Les plus importantes organisations coopératives, l’Association nationale des travailleurs ruraux (ANT, membre de la Vía Campesina), le principal syndicat étudiant, la majorité des collectifs indigènes et afro-descendantes de la Côte caraïbe appuient le gouvernement. La Centrale sandiniste des travailleurs (CST) – cinq confédérations nationales, trente fédérations, trois cents syndicats, cent mille travailleurs adhérents –, maintient également son soutien au gouvernement. En revanche, la fédération patronale, l’Église et plusieurs partis politiques d'opposition appellent à manifester contre le pouvoir. 
Le 22 avril, Daniel Ortega abroge les réformes qui ont déclenché les manifestations, les plus importantes de son mandat jusqu'à ce jour, et appelle à la tenue d'un « dialogue national ». Pour autant, les manifestations se poursuivent. Au 23 avril, les manifestations ont déjà causé la mort d'au moins 26 personnes. Le bilan au 25 avril est de 34 morts. L'Union européenne, les États-Unis et le Vatican condamnent l'action de la police nicaraguayenne.
Afin de mettre un terme à la spirale de violence, le gouvernement et les leaders de la contestation parviennent à un accord : la police va se retirer dans ses casernes et, en échange, les barricades (les « tranques ») seront démantelés. À partir du 9 mai, la police se maintient dans ses casernements. Toutefois, ayant désormais le champ libre, les « tranques » se multiplient. La ville de Masaya passe presque entièrement sous le contrôle des protestataires ; le poste de police nationale est assiégé pendant plusieurs semaines (siège au cours duquel six policiers et un nombre indéterminé de protestataires sont tués). Un certain nombre de militants sandinistes sont enlevés et pour certains assassinés.
La violence se concentre particulièrement à Masaya au sud et dans la capitale Managua, villes dans lesquelles des groupes de franc-tireurs habillés en civils assistent la police contre les manifestants. Les médecins ayant soigné des manifestants blessés ont retrouvé dans leurs corps des balles de snipers dragunov, ce qui indiquerait que les francs-tireurs seraient au moins en partie des anciens guérilleros sandinistes ou auraient été formés par eux, mais surtout qu'ils tirent pour tuer — 16 manifestants auraient été tués par des snipers embusqués dans le stade de base-ball de Managua et un autre (Carlos Lopez, professeur de 23 ans) aurait été exécuté d'une balle dans le thorax à Masaya aussi par ces francs-tireurs. Au début du mois de juin 2018, les manifestants à Masaya construisent de nombreuses barricades dans les rues et attaquent un commissariat : 5 ou 6 personnes sont tuées dans l'attaque (1 policier et 4 ou 5 manifestants), et plusieurs policiers sont enlevés. Masaya devenant le centre de la contestation, le 19 juin la police et des groupes paramilitaires armés et motorisés envoient des bulldozers détruire les barricades. Les affrontements continuant encore le 22 juin, l’Église envoie des évêques en médiation en espérant résoudre la situation. Le 16 juin, six personnes, dont deux enfants, meurent brûlées vives dans l’incendie de leur maison à Managua, attaquée à coups de mortiers et de cocktails Molotov. Au 4 juin, il y avait au moins 110 morts. Au 14 juin, il y avait 150 morts et 1340 blessés. Au 22 juin, il y avait 212 morts.
Les journalistes, dont la plupart dénoncent les violences des paramilitaires au service du gouvernement, sont aussi victimes de violence. Les journalistes de La Prensa, de Hoy et d’autres quotidiens régionaux sont aussi devenus des cibles : ils sont menacés, leurs locaux sont saccagés, et leurs livreurs de journaux sont pris pour cibles par des snipers, ce qui les force à livrer les journaux de nuits à travers les barricades. Les locaux de Radio Ya et Radio Nicaragua, toutes deux pro-sandiniste, sont incendiés respectivement les 29 mai et 9 juin. Angel Gahona, directeur du journal El Meridiano et correspondant du Canal 6 Nicaragua, est tué d’une balle dans la tête le 21 avril à Bluefields par un manifestant.
L'Église catholique sert de médiatrice entre le gouvernement et l'opposition. Le président Ortega ne veut pas discuter directement avec l'opposition, il a donné une réponse aux évêques nicaraguayens, sans dire quel est le contenu de sa réponse, ayant prévu de la révéler au cours d'une réunion de concertation entre le gouvernement et l'opposition le 15 juin. L'Alliance citoyenne pour la justice et la démocratie, une organisation d'opposition qui regroupe des étudiants, des chefs d'entreprises, des paysans, et des représentants de la société civile, organise alors une grève générale de 24h pour la veille, le 14 juin, afin de faire pression sur Ortega avant la réunion, et pour demander la démission du gouvernement. Le blocage des routes du pays désorganiserait l'approvisionnement et pourrait coûter jusqu'à 900 millions de dollars. La grève générale est saluée par l'archevêque de Managua. Le 22 juin, l’Église envoie des évêques spécifiquement pour mettre fin aux violences à Masaya.
La répression est organisée par des groupes paramilitaires proches du pouvoir, l'armée étant neutre.
Le 17 juin, le pouvoir décide de passer à l’offensive.et les opérations de police reprennent, après un mois et demi d’arrêt. A Masaya, la reconquête de la ville par la force anti-émeutes fait six morts..
Fin 2018, Amnesty International recense 320 morts, dont beaucoup de jeunes. La presse liée au pouvoir les présente comme des « terroristes » voulant réaliser un « coup d'État ». Début octobre les rassemblements de l'opposition avaient été interdits et ses leaders sont depuis traqués jusqu'à leur domicile, comme le mentionne une mission de l'ONU. Les protestataires reprochent notamment au président Ortega d'avoir dévoyé la révolution sandiniste, de s'être enrichi grâce aux aides vénézuéliennes et de tout faire pour se maintenir au pouvoir. Le Figaro estime ainsi qu'« il s'est mué en tyran » et « gouverne par la peur et la violence ». Alors que le système médiatique est cadenassé, la vice-présidente Rosario Murillo, par ailleurs son épouse, gère la communication du régime en assimilant depuis les chaînes télévisées d'État les opposants à des « vampires assoiffés de sang ».
En novembre 2018, Donald Trump signe un « ordre exécutif » déclarant le gouvernement du Nicaragua « menace pour la sécurité nationale » des États-Unis. En décembre, il approuve le « Nicaraguan Investment Conditionality Act », qui autorise des sanctions contre le Front sandiniste de libération nationale (FSLN) et permet de restreindre l’accès du Nicaragua aux prêts internationaux. Luis Almagro, le secrétaire général de l'Organisation des États américains (OEA), accuse les autorités nicaraguayennes de « crimes contre l'humanité ».
Le 10 janvier 2019, Rafael Solis, juge à la Cour suprême et proche d'Ortega, démissionne de ses fonctions et du parti au pouvoir, dénonçant un « gouvernement qui (…) s’appuie uniquement sur l’usage de la force pour se maintenir au pouvoir » et une « monarchie absolue de deux rois qui ont fait disparaître tous les pouvoirs de l’État ».
Le bilan définitif est de 325 morts.
Des négociations sont relancées le 27 février 2019 pour gérer la crise politique et économique provoquée par les manifestations et leur répression. Les négociations se passent entre deux camps : le gouvernement nicaraguayen d'un côté, et la coalition de l'opposition Alliance civique pour la justice et la démocratie (ACJD) et l'Organisation des États américains de l'autre qui réclament le départ de Daniel Ortega et de sa vice-présidente et épouse Rosario Murillo.
L'opposition a accepté de rouvrir les négociations le 27 février 2019, alors qu'il n'y avait plus de négociation depuis 2018, à la suite de la libération conditionnelle de 150 prisonniers politiques. Elle finit cependant par juger cette libération « insuffisante » et recommence un blocage politique de plusieurs jours en mars 2019 pour exiger la libération de tous les prisonniers arrêtés au cours des manifestations. Le 20 mars, un accord est conclu entre l'ACJD et le gouvernement pour libérer plus de 800 prisonniers politiques sous 90 jours. Le 30 mars, le gouvernement s'engage à rétablir le droit de manifester et la liberté de la presse. Le 4 avril, les négociations sont suspendues sans accord.
Le 21 mai, après la mort troublante d'un opposant en prison, 100 prisonniers politiques sont libérés et placés en résidence surveillée. 80 autres sont libérés le 10 juin.